# Боровський Богдан Станіславович
Богда́н Станісла́вович Боро́вський (нар. 17 вересня 1992, Олександрія, Кіровоградська область) — український футболіст, півзахисник клубу «Кремінь».

## Життєпис
Богдан Боровський народився 17 вересня 1992 року в місті Олександрія Кіровоградської області. Вихованець олександрійського футболу. У сезоні 2009/10 дебютував у професіональному футболі, зігравши 1 поєдинок у Першій лізі у футболці «Олександрії». Але в основному виступав у дублювальному складі олександрійців, зокрема в сезоні 2011/12 відіграв 27 матчів (1 гол) у першості дублерів.
Першу частину сезону 2012/13 відіграв у складі ялтинської «Жемчужини» (16 матчів), а у другій частині сезону перейшов до друголігового клубу «УкрАгроКом» (с. Головківка), у складі якого в чемпіонатах України відіграв 39 матчів (4 голи), ще 2 матчі Богдан зіграв у кубку України. У складі «УкрАгроКома» виграв Групу Б Другої ліги 2012/13.
Із 2014 по 2016 рік виступав у лавах криворізького «Гірника», у складі якого в чемпіонатах України зіграв 57 матчів (5 голів), ще 5 поєдинків (2 голи) Богдан відіграв у кубку України. Після завершення контракту з «Гірником» повернувся до «Олександрії».
Узимку 2016/17 на умовах оренди перейшов до лав «Інгульця», де виступав до кінця сезону, після чого на правах вільного агента перейшов у «Кремінь».

## Досягнення
- Друга ліга України (Група Б)
  - Переможець: 2012/13

## Особисте життя
Син футболіста Станіслава Боровського, який свого часу виступав за «Зірку», «Поліграфтехніку», «Ворсклу» та інші клуби.